# Confine tra Etiopia e Sudan

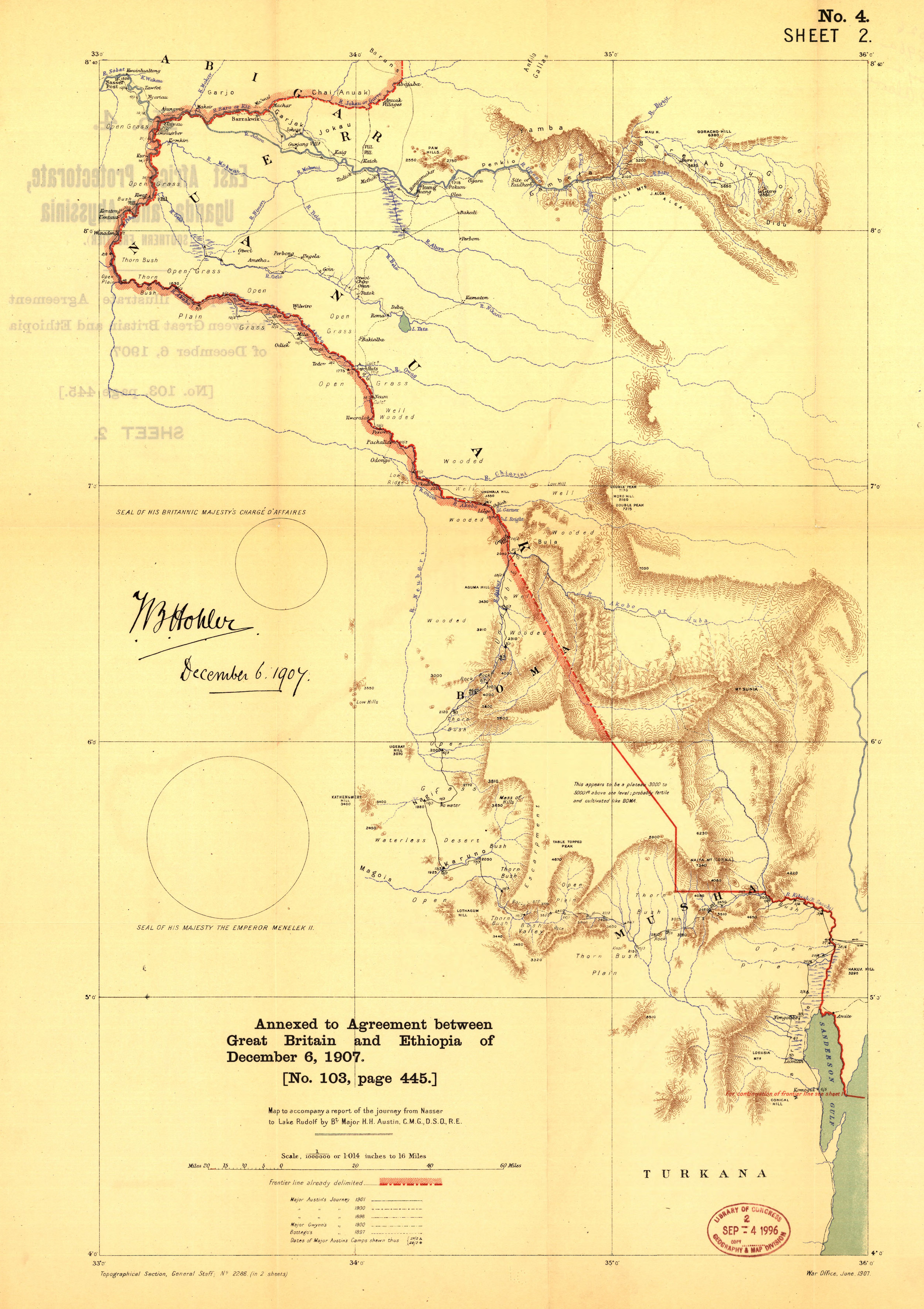
Tracciato del confine tra l'Etiopia e il Sudan anglo-egiziano (1907).

Il confine tra l'Etiopia e il Sudan ha una lunghezza di 744 km e va dal triplice confine con l'Eritrea a nord e termina al triplice confine con il Sudan del Sud, a sud.
Fino all'indipendenza dell'Eritrea nel 1993, il confine correva fino al Mar Rosso a nord ed era lungo circa 2.200 chilometri. Nel 2011, il confine si è ridotto notevolmente con l'indipendenza del Sudan del Sud.

## Storia
L'Etiopia (chiamata all'epoca l'Abissinia) gareggiava alla fine del XIX secolo con le potenze coloniali europee che desideravano espandersi nei territori del Corno d'Africa. I confini territoriali dell'Etiopia risalgono a partire dagli anni 1880, quando l'imperatore etiope Menelik II incorporò al regno di Scioà, i territori occidentali degli Oromo, il Tigrè e l'Amara (Sidama, Gurage, Wolayta e Dizi). Molti dei territori annessi non avevano mai fatto parte prima del dominio etiope, che arrivava così ad estendersi fino ai confini attuali. Negli anni 1890 la Gran Bretagna conquistò il Sudan e nel 1899 venne istituito un condominio che creò il Sudan anglo-egiziano. L'attuale confine tra l'Impero etiope e il Sudan britannico fu principalmente il risultato dei trattati di delimitazione anglo-etiope del 1902 e del 1907 che furono implementati rispettivamente nel 1903 e nel 1909.
Dopo la fine della seconda guerra mondiale e del periodo coloniale, l'Etiopia ha ritrovato la sua indipendenza, seguita poi dal Sudan nel 1956. Da allora il confine è diventato tra due stati indipendenti e includeva anche il tratto corrispondente all'attuale confine Eritrea-Sudan, fino all'indipendenza dell'Eritrea, e il confine Etiopia-Sudan del Sud fino all'indipendenza del Sudan del Sud nel 2011.
Le rivendicazioni territoriali tra i due paesi nacquero a partire dagli anni '50 con l'inizio della rivoluzione agricola nella regione etiope di Metemma e Setit-Humera. L''Etiopia e il Sudan hanno tenuto colloqui diplomatici per risolvere tali rivendicazioni. Nel 1965, i due paesi istituirono una Commissione mista di esperti e un Comitato ministeriale misto, incaricati di delimitare e fissare il confine. Il progetto di negoziazione dei confini, tuttavia, ha affrontato una complessa crisi politica caratterizzata da opinioni divergenti non riuscendo a raggiungere un compromesso comune sul trattato anglo-etiope del 1902 e sulla demarcazione territoriale del 1903.
La delimitazione del confine non è, ad oggi, definitiva, ma i due stati hanno avviato un dialogo per finalizzare il processo iniziato nel 2001.

## Luoghi di frontiera

### Etiopia
- Kormuk
- Metemma

### Sudan
- Gallabat
- Kurmuk
- Qaysān